# あゝにっぽん活動大写真
『あゝにっぽん活動大写真』（ああにっぽんかつどうだいしゃしん）は、1978年1月1日から同年3月26日までTBS系列局で放送された映画関連のドキュメンタリー番組である。全13回。放送時間は毎週日曜 22時30分 - 23時00分 (JST) 。

## 概要
映画監督・マキノ雅弘の『映画渡世』を素材に、大正・昭和の知られざる映画史とスター誕生の裏話を、ミニドラマと関係者の証言を交えて紹介していた番組である。前番組『俺たちゃ・なんだい!』の早期終了に伴い、4月改編までのつなぎ番組として放送された。

## 出演者
- 伊東四朗
- 小倉一郎
- 岸部シロー（現・岸部四郎）
- 藤田弓子
- 神保美喜
- 池波志乃[2]